# Miguel Ayuso
Miguel Ayuso Torres (Madrid, 1961) es un jurista y filósofo del derecho español, catedrático de Ciencia Política y Derecho Constitucional en la Universidad Pontificia Comillas de Madrid. Pensador tradicionalista y gran polemista, es discípulo de Vegas Latapié y de Elías de Tejada, y dirigente de la Comunión Tradicionalista.
Es académico de la Real Academia de Ciencias, Bellas Letras y Nobles Artes de Córdoba, de la Académie Catholique de France y de la Academia Nacional de Historia de Ecuador.

## Biografía
Nació en Madrid en 1961. Obtuvo la licenciatura en Derecho en 1984 y el doctorado en Derecho en 1993 por la Universidad Pontificia Comillas de Madrid. Ha sido auditor de guerra del Ejército desde 1984, año en el que ingresó por oposición en el Cuerpo Jurídico Militar, llegando a alcanzar en 2013 el rango de coronel en el Ejército español. Entre 1993 y 2000 fue letrado del Tribunal Supremo.
Durante la Transición afirma que perteneció a la Comunión Tradicionalista. Fue colaborador asiduo de la revista Fuerza Nueva hasta la década de 1980, además de intervenir en numerosas conferencias en el aula de cultura de Fuerza Nueva y luego de la asociación CESPE dirigida por Blas Piñar. Colaboró asimismo en el boletín de la Comunión Católico-Monárquica, órgano creado por Francisco Elías de Tejada, fuera de la disciplina sixtina, bajo el pseudónimo de Miguel de Sigüenza.  
Es director científico del Consejo de Estudios Hispánicos Felipe II y director de la revista Verbo, afín al integrismo católico. Dirige los Anales de la Fundación Francisco Elías de Tejada desde 1995. Además, fue jefe de la Secretaría Política de Sixto Enrique de Borbón-Parma, regente de la Comunión Tradicionalista, entre 2004 y 2010.
En noviembre de 2009 fue elegido presidente de la Unión Internacional de Juristas Católicos, cargo que desempeñó hasta 2019. El mismo año en el que Ayuso tomó posesión del cargo (2009) fue elegido el cardenal estadounidense Raymond Leo Burke, entonces Prefecto del Tribunal Supremo de la Signatura Apostólica, como consejero eclesiástico de la institución.
Investido doctor honoris causa por la Universidad de Udine (Italia), la Universidad Inca Garcilaso de la Vega (Perú) y la Universidad Politécnica y Artística del Paraguay, es, además, Profesor honoris causa de la Universidad Autónoma de Guadalajara (México), la Universidad Santo Tomás (Chile) y la Universidad de San Martín de Porres (Perú). Ha sido presidente del Grupo Sectorial en Ciencias Políticas de la Federación Internacional de Universidades Católicas (París) y vicepresidente del Instituto de Estudios Europeos «Antonio Rosmini» (Bolzano).
Fue el último discípulo de Eugenio Vegas Latapié, impulsor de la revista Acción Española, con quien mantuvo una estrecha amistad. También fueron sus maestros intelectuales Juan Vallet de Goytisolo, Álvaro d'Ors, Rafael Gambra, Fr. Victorino Rodríguez, O.P., y especialmente Francisco Elías de Tejada, cuya obra ha difundido a través de la fundación que lleva su nombre. También ha tratado y han influido en su pensamiento Leopoldo Eulogio Palacios, Vicente Marrero, Francisco Canals Vidal, José Pedro Galvão de Sousa, Frederick Wilhelmsen, el P. Osvaldo Lira, SS.CC., y Rubén Calderón Bouchet, entre otros.
Ayuso defiende un derecho natural no reducido a los derechos humanos, así como la necesidad de indagar el fundamento del derecho público más allá del constitucionalismo. Se declara «firme defensor de la unidad católica y del principio legitimista que se ha empeñado igualmente en su defensa, frente a las desviaciones “conciliares” y a los desmayos dinásticos, contribuyendo al mantenimiento del carlismo en toda su pureza». Afecto a la liturgia tradicional de la Iglesia católica, participó en las jornadas de la abadía de Fontgombault (2001), bajo la presidencia del cardenal Josef Ratzinger.
Entre 2010 y 2013 participó en el programa de televisión Lágrimas en la lluvia, dirigido por el escritor Juan Manuel de Prada en Intereconomía. Tras promoverse su ascenso a coronel en 2013, el periódico El País y el canal de televisión La Sexta publicaron diversas noticias y reportajes —definidos por Gabriel Ariza como una «campaña de acoso»— en que calificaban a Ayuso de «ultra» por sus posiciones políticas. Por unas declaraciones en las que describió la Constitución de 1978 como una «pseudoconstitución sin principios» y a la Ley para la Reforma Política de 1976 como una «trampa», se le abrió un expediente disciplinario en el Ejército, que, según El País, quedó archivado al entenderse que sus palabras estaban protegidas por la libertad de expresión. Tras estos sucesos pasó a la reserva.
En marzo de 2025 fue acusado de haber ocultado la incapacitación de S.A.R. Sixto de Borbón, enfermo de alzheimer en una residencia del Berry y bajo la tutela de un funcionario del Estado francés, al tiempo que se firmaban documentos en nombre del príncipe.

## Reconocimientos y distinciones
- Doctorado honoris causa por la Universidad de Udine (Italia).

- Doctorado honoris causa por la Universidad Inca Garcilaso de la Vega (Perú).

- Doctorado honoris causa por la Universidad Politécnica y Artística del Paraguay (Paraguay).
- Profesor honoris causa de la Universidad Autónoma de Guadalajara (México).
- Profesor honoris causa de la Universidad Santo Tomás (Chile).
- Profesor honoris causa de la Universidad de San Martín de Porres (Perú).

## Obras
Es autor de más de treinta libros, sesenta capítulos de obras colectivas y trescientos artículos de revista especializada. También ha cultivado esporádicamente la colaboración periodística, principalmente en Iglesia-Mundo —de cuyo consejo de redacción formó parte—, El Pensamiento Navarro de Pamplona y en el ABC de Madrid, aunque también en El Mercurio de Santiago de Chile, La Nación de Buenos Aires o La Razón de Lima.

### Libros:
- La obra de Vicente Marrero vista por la crítica (Las Palmas, 1989).
- Breve, sucinta y directa relación del primero de los viajes con que alcanzaron fama el Licenciado Ayuso y el Bachiller Cayón (Tolosa, 1990).
- La filosofía jurídica y política de Francisco Elías de Tejada (Madrid, 1994).[25]
- ¿Después del Leviathan? Sobre el Estado y su signo (Madrid, 1998).
- Koinos. El pensamiento político de Rafael Gambra (Madrid, 1998).[26]
- Chesterton, caballero andante (Buenos Aires, 2001).
- El derecho natural hispánico: pasado y presente (Córdoba, 2001).
- La cabeza de la Gorgona. De la hybris del poder al totalitarismo moderno (Buenos Aires, 2001).
- Las murallas de la Ciudad. Temas de pensamiento tradicional hispánico (Buenos Aires, 2001).
- De la ley a la ley. Cinco lecciones sobre legalidad y legitimidad (Madrid, 2001). Traducido al francés (París, 2008).
- L'Àgora e la piramide. Una "lettura" problematica della costituzione spagnola (2004).
- ¿Ocaso o eclipse del estado? Las transformaciones del Derecho Público en la era de la globalización (2005).
- Qué es el carlismo: una introducción al tradicionalismo hispánico (Buenos Aires, 2005).
- De la geometría legal estatal al redescubrimiento del derecho y de la política. Estudios en honor de Francesco Gentile (2006).
- La política, oficio del alma (Buenos Aires, 2007).
- Carlismo para hispanoamericanos. Fundamentos de la unidad política de los pueblos hispánicos (Buenos Aires, 2007).
- État en crise et globalisation (París, 2007).
- La constitución cristiana de los Estados (2008).
- El Estado en su laberinto (2011).
- Constitución. El problema y sus problemas (2016).
- La Hispanidad como problema: Historia, cultura y política (Madrid, 2018).
- Tradición política e hispanidad (2020).
- De la crisis a la excepción (y vuelta). Perfiles político-jurídicos (2021).
- ¿El pueblo contra el estado? Las tensiones entre las formas de gobierno y el Estado (2022).
- El derecho público cristiano en España (1961-2021) Sesenta años de la Ciudad Católica y la Revista Verbo, (Madrid, 2022).
- Moral, ética y política (2023).
- La disolución de la política en la era del poshumanismo (2023).
- Derecho natural. Defensores e impostores (2024).

También ha escrito el prólogo del libro Naturaleza Tradicional. Historia, principios y aplicaciones para la conservación de Juan Andrés Oria de Rueda, doctor en ingeniería de montes por la Universidad Politécnica de Madrid y catedrático de Botánica Forestal, Micología Aplicada y Conservación de Flora protegida en la Universidad de Valladolid.

### Colaboración en obras colectivas:
Además de los libros salidos de su pluma, ha sido editor y colaborador de las siguientes obras colectivas:
- Comunidad humana y tradición política. “Liber amicorum” de Rafael Gambra (Madrid, 1998).
- Cuestiones fundamentales de Derecho natural. Actas de las III Jornadas Hispánicas de Derecho natural (Guadalajara, Méjico, 26-28 de noviembre de 2008) (2009).
- Estado, Ley y conciencia (2010).
- A los 175 años del carlismo. Una revisión de la tradición política hispánica (2011).
- El problema del poder constituyente. Constitución, soberanía y representación en la época de las transiciones (2012).
- El bien común. Cuestiones actuales e implicaciones político-jurídicas (2013).
- Iglesia y política. Cambiar de paradigma (2013), dirigido por él junto con Bernard Dumont y Danilo Castellano.
- Utrumque ius. Derecho, derecho natural y derecho canónico (2015).
- De matrimonio (2015).
- Consecuencias político-jurídicas del protestantismo. A los 500 años de Lutero (2016).
- De la democracia "avanzada" a la democracia "declamada" (2018).
- ¿Transhumanismo o posthumanidad? La política y el derecho después del humanismo (2019).
- La autodeterminación. Problemas jurídicos y políticos (2020).
- Derecho natural y economía. La economía católica, a la luz de la ley natural y de la doctrina social de la Iglesia, frente a los problemas actuales (2021).
- Los dos poderes. A los 150 años de la brecha de la Porta Pia (2021).
- La crisis de la cultura política católica (2021).
- Política y derecho ante la laicidad contemporánea (2022).
- José Pancorvo. Poeta y místico del Incarrey (2022), editado por él junto con Fernán Altuve-Febres Lores.
- Barroco e Hispanidad. Perfiles político-jurídicos (2022).
- Gabriel García Moreno, el estadista y el hombre. Reflexiones en el bicentenario de su nacimiento (2023). Editado por él junto con Álvaro R. Mejía Salazar.
- El problema de los derechos humanos. Historia, filosofía, política y derecho (2023).
- Experiencia, doctrinas políticas y derecho público. La lectura histórico-filosófica de Juan Fernando Segovia (2023).
- Cristo Rey. Teología, filosofía y política ante el centenario de la encíclica Quas Primas (2024).
- La obra de la Ciudad Católica en la cultura católica contemporánea (2024).
- ¿El derecho natural contra el derecho natural? Historia y balance de un problema (2024).
- Racionalidad, orden y verdad del derecho y la política. Estudios en honor de Danilo Castellano (2025).
- Persona y derecho (2025).